# Speyeria novascotiae
Speyeria novascotiae är en fjärilsart som beskrevs av Mcdunnough 1935. Speyeria novascotiae ingår i släktet Speyeria och familjen praktfjärilar. Inga underarter finns listade i Catalogue of Life.